# Oxigenator
Oxigenatorul este un dispozitiv care imită funcția plămânilor,oxigenând sângele.Sunt folosite in circuitele ecmo si al bypass ului cardiopulmonar.De asemenea au un schimbător de căldură si un filtru integrante .Funcționează prin adăugarea de oxigen si eliminarea CO2 din sânge printr-o membrana foarte subțire imitând membrana alveolară a plămânilor.Prin intermediul schimbătorului de căldură,acesta menține temperatura sângelui la 37 de grade.In anumite cazuri se poate raci sângele inducând hipotermia ,in cazul operațiilor cardiace complexe.